# Розетта (космічний апарат)
«Розетта» (англ. Rosetta) — космічний апарат, запущений Європейським космічним агентством 2 березня 2004 року. Мета польоту — дослідження комети Чурюмова-Герасименко, яку було відкрито 23 жовтня 1969 року Климом Чурюмовим у Києві. Апарат складається з двох частин: власне зонду «Розетта» (англ. Rosetta space probe), що вийшов на орбіту комети, та спускового модуля «Філи» (англ. Philae lander), який здійснив м'яку посадку на комету. Назва зонда походить від Розеттського каменю, за допомогою якого вчені змогли розшифрувати давньоєгипетські ієрогліфи.
У серпні 2014 року апарат вперше в історії підійшов упритул до комети та супроводжуватиме її до Сонця, а 12 листопада 2014 року на поверхню її ядра здійснив м'яку посадку спусковий апарат «Філи».
Місію апарата завершено 30 вересня 2016 року.

## Передумови створення апарата
1986 року в історії дослідження космічного простору відбулася знаменна подія: на мінімальну відстань до Землі підійшла комета Галлея. Її досліджували космічні апарати різних країн: це й радянські «Вега-1» і «Вега-2», і японські ««Suisei» » та «Sakigake», і європейський зонд ««Джотто» ». Вчені отримали цінну інформацію про склад і походження комет.
Однак багато питань залишалися нерозв'язаними, тому НАСА і ЄКА почали спільну працю над новими космічними апаратами. НАСА зосередило зусилля над програмами зближення з астероїдами й зустрічі з кометою (скорочено CRAF), із подальшим поверненням зразка ядра комети (CNSR), розробкою чого займалося ЄКА. Новий космічний апарат планувалося розробити на стандартній платформі ««Mariner Mark II»», що значно скорочувало витрати. Однак, 1992 року НАСА припинила розробку CRAF через бюджетні обмеження. ЄКА стало розглядати НАСА як ненадійного партнера, і почало самостійну розробку КА. До 1993 року стало зрозуміло, що з наявним бюджетом ЄКА політ до комети з подальшим поверненням зразків ґрунту неможливий, тому місія апарата зазнала значних змін. Остаточно вона виглядала так: зближення апарата з астероїдами, зустріч із кометою й дослідження комети, зокрема, висадка спускного апарата.

## Мета місії
Спочатку запуск «Розетти» було заплановано на 12 січня 2003 року. Метою дослідницької місії була обрана комета Віртанена.
Однак у грудні 2002 року сталася відмова двигунів під час запуску ракети-носія «Аріан-5».
Через недостатню надійність ракети-носія запуск «Розетти» було відкладено. А пропуск стартового вікна призвів до розробки нової програми польоту.
Новий план передбачав політ до комети 67P/Чурюмова — Герасименко, зі стартом 26 лютого 2004 року й зустріччю з кометою 2014 року. Після двох скасованих спроб запуску «Розетту» було запущено 2 березня 2004 року о 7:17 UTC. Крім зміни часу й цілі, місія практично не змінилася. Як і раніше, «Розетта» мала наблизитися до комети й запустити до неї спускний апарат «Філе» (Philae, названий на честь острова Філе на Нілі, де був знайдений обеліск, який містив тексти єгипетськими ієрогліфами та грецькою мовою, і який допоміг розшифрувати єгипетські ієрогліфи).
Місія Rosetta з дослідження комети  – один із найбільш захоплюючих і водночас складних проектів європейської космонавтики.
Місія складається із зонда та спускного модуля Philae. Німецький центр авіації й космонавтики був важливим учасником побудови спускного модуля і здійснює експлуатацію центру з керування спускним апаратом.
«Філе» мав підійти до комети з відносною швидкістю 1 м/с і під час контакту з поверхнею випустити два гарпуни, оскільки слабка гравітація комети не здатна утримати апарат, і він може просто відскочити.
Після закріплення «Філе» мав виконати свою наукову місію:
- визначення параметрів ядра комети;
- дослідження хімічного складу;
- вивчення змін активності комети з часом.

Траєкторія «Розетти» досить складна. Її політ передбачав багато маневрів на орбіті з використанням гравітаційного поля Землі й Марса, і навіть невеликі відхилення могли вплинути на успіх місії.

## Спускний модуль
Маса спускного модуля «Філе» становить 85 кг. Він був спроектований для десяти експериментів із вивчення структурних, морфологічних, мікробіологічних та інших властивостей ядра комети. 12 листопада 2014 року о 17:35 за київським часом «Філи» успішно здійснив посадку на поверхню комети.
Основу аналітичної лабораторії спускного модуля складають піролізери, газовий хроматограф і мас-спектрометр.

### Піролізери
Для дослідження хімічного та ізотопного складу ядра комети, «Філе» обладнано двома платиновими піролізерами. Перший може розігрівати зразки до температури 180, а другий — до 800 °C. Зразки можуть розігріватися з контрольованою швидкістю. На кожному кроці при підвищенні температури аналізується сумарний об'єм газів, що виділилися.

### Газовий хроматограф
Основним інструментом розподілу продуктів піролізу є газовий хроматограф. Як газ-носій використовується гелій. В апараті використовується кілька різних хроматографічних колонок, здатних аналізувати різні суміші органічних і неорганічних речовин.

### Мас-спектрометр
Для аналізу й ідентифікації газоподібних продуктів піролізу застосовується мас-спектрометр з час-пролітним мас-аналізатором (англ. «time of flying», TOF) детектором.

## Планований хід місії

1 — березень 2004: запуск КА
2 — березень 2005: перший проліт повз Землю
3 — лютий 2007: проліт повз Марс
4 — другий проліт повз Землю
5 — вересень 2008: зближення з астероїдом Штейнс
6 — листопад 2009: третій проліт повз Землю
7 — липень 2010: зближення з астероїдом Лютеція
8 — липень 2011: переведення КА в режим сну
9 — січень 2014: пробудження КА
10 — серпень 2014: вихід на орбіту комети
11 — листопад 2014: посадка зонда на поверхню комети
12 — серпень 2015: завершення місії

- Перший проліт повз Землю (березень 2005)
- Проліт повз Марс (лютий 2007)
- Другий проліт повз Землю (листопад 2007)
- Зустріч з астероїдом Штейнс (5 вересня 2008)
- Третій проліт повз Землю (13 листопада 2009)[7]
- Зустріч з астероїдом Лютеція (10 липня 2010).
- Бездіяльність (травень 2011 — січень 2014)
- Наближення до комети Чурюмова — Герасименко (січень — березень 2014)
- Картографування комети (серпень 2014)
- Висадка спускного апарата (листопад 2014)
- Політ із кометою навколо Сонця (листопад 2014 — грудень 2015)

## Хроніка польоту
- 8 листопада 2007 — небесний огляд Каталіна «відкрив» астероїд 2007 VN84, який загрожував зіткненням із Землею. Астроном Денис Денисенко першим повідомив, що тривога помилкова: це «Розетта» наближалася до Землі для здійснення гравітаційного маневру.
- 4 серпня 2008 року астероїд Штейнс потрапив у зону видимості зонда. 14 серпня 2008 року була проведена корекція траєкторії польоту, що забезпечило 5 вересня проліт зонда за 800 км від астероїда Штейнс[8]. 6 вересня апарат передав знімки астероїда з близької відстані[9]. На його поверхні виявлено 23 кратери діаметром більше 200 метрів. Вузькоспрямована камера NAC (Narrow Angle Camera) апарата перейшла в безпечний режим за кілька хвилин до зближення й усі знімки було зроблено другою, ширококутною камерою WAC (Wide Angle Camera), що істотно погіршило їх якість[10].
- Увечері 10 липня 2010 р. зонд зблизився з астероїдом Лютеція. Зонд зробив багато знімків астероїда. Усі охочі могли побачити астероїд у прямому ефірі на спеціальній сторінці в Інтернеті[11].
- о 10:00 за Гринвічем 20 січня 2014 року космічний апарат «Розетта» прокинувся від внутрішнього таймера. Сигнал від апарата було прийнято о 18:17 за Гринвічем (19:17 CET). Почалася підготовка до зустрічі з кометою Чурюмова — Герасименко.
- У липні 2014 р. космічний зонд зафіксував викид водяної пари кометою і в період 13—21 липня виміряв її температуру. Середня температура поверхні ядра комети Чурюмова-Герасименка становить -70 °C. Відстань космічного апарата від комети за цей період скоротилася з 14 тис.км до 5 тис.км[12].
- У серпні 2014 р. космічний зонд зблизився з кометою. 6 серпня 2014 р. космічний зонд «Розетта» зблизився з ядром комети на відстань 100 км. Одночасно знижена відносна швидкість апарата до 1 м / с[13].[14][15][16]
- 12 листопада 2014 о 18:03 за київським часом надійшов сигнал з зонду «Філе» про успішну посадку на комету Чурюмова — Герасименко.
- Протягом 12-15 листопада апарат «Філи» виконав усі заплановані дослідні роботи з використанням усіх наявних на борту інструментів. Так, за допомогою бура було отримано й проаналізовано зразок ґрунту[17]. Також отримано дані про температуру й внутрішню структуру комети. Крім того, вдалося зробити знімки місцевості. Усі отримані дані було передано на Землю. Однак після вичерпання запасів енергії апарат перейшов у режим сну, а зв'язок із ним припинився.
- 14 червня 2015 апарат «Філи» прокинувся та вийшов на зв'язок із Землею. Через кілька тижнів зв'язок було черговий раз втрачено.
- Станом на серпень 2015 року материнський апарат «Розетта» супроводжував комету під час її найближчого підходу до Сонця, приблизно на півдорозі між орбітами Землі й Марса. Розетта залишається на орбіті навколо 67P, яка перебуває за межами орбіти Марса[18].
- На початку лютого 2016 року фахівці з Німецького аерокосмічного центру, що керують місією «Розетта», повідомили, що контакт з зондом «Філи» втрачено остаточно, і вчені більше не будуть намагатися відновити його[19].
- «Розетта» завершила свою місію 30 вересня 2016 року. Космічний апарат був спрямований на поверхню комети Чурюмова-Герасименко. У процесі зближення Розетта зробила знімки комети з близької відстані.[20].
- Через рік інженери в Геттінгені змогли обробити фрагменти даних останнього фотознімка, щоб відновити повну картину в момент зіткнення. Раніше цей масив даних виявився недосяжним для аналізу, оскільки не був ідентифікований штатним програмним забезпеченням як повноцінний знімок[21].